# Никольское 2-е (Тихвинский сельсовет)
Нико́льское 2-е (Никольское второе) — деревня в Добринском районе Липецкой области России. Входит в состав Тихвинского сельсовета.

## География
Расположено на правом берегу Плавицы. На юге поселения устье безымянного ручья.
Населенные пункты, расположенные в ближайшей удалённости от Никольского 2-го.
- Покровка ~ 0,79 км
- Благодать ~ 1,33 км
- железнодорожная станция Плавица ~ 1,51 км.

## История
В 1911 году деревня входила в приход села Тихвинское и в ней насчитывалось 23 двора с 163 жителями.
В 1914 году проживал 241 житель.

## Население
| 2010 |
| ---- |
| 18   |